# Rosas (Madrid)
Rosas és un barri de Madrid integrat en el districte de San Blas-Canillejas. Té una superfície de 937,80 hectàrees i una població de 31.621 habitants (2009).
Limita al nord amb Canillejas, Rejas i Palomas (Hortaleza), al sud amb Ambroz i Nucli històric de Vicálvaro (Vicálvaro), a l'est amb Coslada i a l'oest amb Hellín i Arcos.
Està delimitat al sud per l'Autopista Madrid-València, al nord per les vies dels enllaços ferroviaris, a l'est per la Carretera de Vicálvaro a Coslada i a l'oest per l'Avinguda de Canillejas a Vicálvaro.